# Szent Ignác Jezsuita Szakkollégium
A Szent Ignác Jezsuita Szakkollégium (SZIK) Budapesten, a VIII. kerületben, a jezsuita rend fenntartásában működő, 1990-ben alapított szakkollégium. A Szakkollégiumi Charta és a Jezsuita Egyetemi Kollégiumok (JEK) alapító tagja. Az Interkoll által elismert minősített szakkollégium. Évente kb. 60 szakkollégista tagja van, ebből 15-20 fő évente kicserélődik (diplomázik, illetve felvételre kerül). A SZIK fontos értékei a szakmaiság, lelkiség, közösség, társadalmi felelősségvállalás és önkormányzatiság.

## A SZIK szervezete
A szakkollégium fenntartója a Jézus Társasága Alapítványon keresztül a Jezsuita Rend Magyarországi Rendtartománya. Az alapítvány kuratóriuma nevezi ki a Rektort és a Kollégiumi Felügyelőbizottság tagjait. A Kollégiumi Felügyelőbizottság hagyja jóvá a szakkollégium Szervezeti és Működési Szabályzatát (SZMSZ) és fogadja el a Vezetőség beszámolóját. A Vezetőség hangolja össze a Diákbizottság és az intézmény alkalmazottainak munkáját, valamint képviseli a kollégiumot a Jezsuita Rend felé. A Diákbizottság a szakkollégisták képviseleti szerve, megszervezi a teamek munkáját és előkészíti a Közgyűlést. A Közgyűlés a szakkollégisták közvetlen fóruma a szakkollégium ügyeinek befolyásolására, melynek minden szakkollégista tagja.

### Kollégiumi Felügyelőbizottság és a Kuratórium
A Kuratórium végzi a szakkollégium fenntartói feladatait. Feladata, hogy a szakkollégium működéséhez szükséges feltételeket biztosítsa. A Felügyelőbizottság a szakkollégium legfőbb ellenőrző szerve, amely a Vezetőség munkáját felügyeli, tagjait pedig a Kuratórium nevezi ki. 

### Vezetőség
A Vezetőség hangolja össze a Diákbizottság és az intézmény alkalmazottainak munkáját, valamint képviseli a kollégiumot a Jezsuita Rend felé. Hatásköre költségvetési és tagsági ügyekre terjed ki. A Vezetőség tagjai: a rektor, a diákbizottság elnöke, valamint a szakkollégiumi lelkész. A rektor a szakkollégium vezetője, aki a szakkollégium célkitűzéseinek megvalósulásáért felelős, míg a diákbizottság elnöke a szakkollégium közösségét képviseli a Vezetőség ülésein. A szakkollégiumi lelkész segíti a kollégisták lelki fejlődését, a tanulmányi vezető pedig a szakmai ügyek adminisztrációját végzi. 

### Diákbizottság (DB)
A DB a szakkollégium képviseleti szerve, melynek 4 alelnökét és 1 elnökét – a Szakkollégiumi Chartával összhangban – évente titkos szavazás útján választja meg a szakkollégium tagsága. A Diákbizottság biztosítja a szakkollégium mindennapi működését. Rendszeres, jegyzőkönyvezett ülésein az intézmény operatív irányítását, a teamek koordinálását, valamint a közgyűlések előkészítését érintő feladatokat végzi.

### Közgyűlés
A Közgyűlés a szakkollégisták közvetlen fóruma a szakkollégium ügyeinek befolyásolására. Minden szakkollégista szavazattal rendelkező teljes körű tagja. Félévente legalább kétszer ülésezik. A Közgyűlés tesz javaslatot a szakkollégiumot érintő legfontosabb döntésekre a Vezetőség, illetve a Kuratórium felé.

### Teamrendszer
A szakkollégisták a szakkollégiumot önállóan vezetik, ennek konkrét szakmai, közösségi és lelki feladatait, programjait teamrendszerben végzik el, a rendszer 7 teamből áll. A teamek a következők: Kommunikáció Team, Rekrutációs Team, Spiri Team, Belügyi Team, Külügyi Team, Közösségi Team, Szakmai Team. Minden szakkollégista részt vesz a munkacsoportok valamelyikének munkájában, melyek a DB alelnökeinek felügyelete alatt állnak. A teamek operatív működését az egyszerű többséggel megválasztott teamvezető koordinálja.

## A SZIK története
1990 szeptemberében néhány lelkes egyetemista létrehozta az első közösséget, amely a leendő kollégium alapító csapata lett. 
Az intézmény ekkor még nem rendelkezett épülettel, ennek megszerzéséhez megpályázták és elnyerték a feloszlatott Kispesti Munkásőrség egy ingatlanját.
A hosszútávú fenntartó keresése közben a választás a Szent Márton Alapítványra esett, amely elkötelezte magát az ifjúság nevelésének előmozdítására, később a fenntartói szerepet is elvállalta. Mivel azonban a fiatalok a lelki gondozást is szerették volna biztosítani, később a jezsuita rendet kérték fel erre a feladatra.
A rend Sajgó Szabolcsot, A Szív c. lelkiségi folyóirat szerkesztőjét nevezte ki első kollégiumi lelkésznek, ő három évig az igazgató tisztséget is ellátta. Mivel kétévi szünet után ismét egy jezsuita, Vértesaljai László lett az igazgató, akit Kiss Ulrich követett, a kollégium és a rend kapcsolata egyre jobban elmélyült, míg Ádám János akkori provinciális 1998. augusztus 20-án úgy döntött, hogy a rendhez tartozó Jézus Társasága Alapítvány átveszi a kollégiumért vállalt felelősséget (1998. október 23). A jezsuita Kiss Ulrich 2005-ös rektori kinevezésével született az újabb döntés, hogy a szakkollégium a nevébe is felveszi a „jezsuita” jelzőt. A szakkollégium 2011 őszén Smuk Péter rektor vezényletével költözött be a Horánszky utcába. 2012 és 2017 között Feledy Botond látta el a rektori teendőket. 2017 szeptemberétől kezdve a szakkollégium vezetője Sárvári Balázs.

## A SZIK értékei: négy pillér
A szakkollégium működése négy alappillér – a szakmaiság, a közösség, a lelkiség és a társadalmi felelősségvállalás – mentén formálódik. 

### Szakmaiság
A szakmaiság a SZIK egyik sarkalatos pillére, hiszen kitűzött célja, hogy tagjai hivatásukban kiváló szakemberekké váljanak. Ezt hívatott elősegíteni az intézmény tanulmányi rendszere.

#### Tanulmányi Rendszer (TR)
A Szent Ignác Jezsuita Szakkollégium egy interdiszciplináris szellemi műhely, tanulmányi programja széleskörű szakmai képzettséget ad. A diploma a 3 éves program elvégzésével szerezhető meg, amely kurzusokat, skillfejlesztő foglalkozásokat, valamint projekteket is magába foglal. A projektek 3-10 fős csoportokban indulnak és egy-egy konkrét problémára összpontosítanak.
A Szent Ignác Jezsuita Szakkollégium egy interdiszciplináris szellemi műhely, tanulmányi programja széleskörű szakmai képzettséget ad. Minden kollégista egy meghatározott kurzusrend szerint végzi kollégiumi szakmai kötelezettségeit. Az elméleti tudásanyagot átadó kurzusok mellett gyakorlati fókuszú tananyagok is megjelennek, a kollégisták pedig közös projektek végzésében is együttműködnek. 3-10 fős csapatok dolgoznak együtt egy félév folyamán, hogy saját ötletüket saját módszereikkel megvalósítsák, szellemi vagy tárgyi terméket állítsanak elő, majd ezt a félévente megrendezendő projekt-bemutató házi konferencián prezentálják.
A diploma a 3 éves program elvégzésével szerezhető meg, amely a kurzusokat, a skillfejlesztő foglalkozásokat, valamint a projekteket is magába foglalja.
A szakkollégium további lehetőségeket is nyújt a szakmai fejlődésre például az önálló kutatás ösztönzésével. Ilyen például a Házi Konferencia, illetve a publikálási lehetőség a Studia Ignatia folyóiratba. Léteznek továbbá belső szakmai fórumok, számos Teaházra kerül sor, valamint a közéleti/tudományos elit képviselői is megfordulnak a SZIK-ben zártkörű beszélgetések (Public Lecture program) keretében.
A szakkollégium szakmai pillérének része az évente megrendezésre kerülő, rendszerint teltházas Szimpózium, amely tudományos igénnyel és interdiszciplináris nyitottsággal igyekszik reagálni valamely fontos társadalmi, kulturális kérdésre. A kétnapos konferenciát a Szakmai Team szervezi a Vezetőség közreműködésével.

### Közösség
A SZIK olyan szakkollégium, ahol a komoly szakmai munka és pezsgő közösségi élet jól megférnek egymás mellett.
A szakkollégiumnak egyik legnagyobb vonzereje a közösség. A közösség szerveződésének alapját a SZIK-ben végzett közös munka, valamint a rendszeres programok adják. A SZIK rendszeres programjai:
- Nyári tábor – 4-5 napos évkezdő tábor augusztus végén, amely a felvett elsősöket a gólyatáborokhoz hasonlóan abban segíti, hogy jobban megismerkedjenek a kollégistákkal. A közösségi jellegű programokon túl a tanév rendjének ismertetése és megvitatása is itt történik.
- Kollégiumi hétvége – félévenként kerül megrendezésre valamely vidéki városban, közösség- és kapcsolatépítés céljából.
- Szent Ignác Álarcosbál

Egyéb rendszeres és spontán közösségi programok az év során: sport, szabadidős tevékenységek, bálok, kirándulások stb.

### Lelkiség
A szakkollégium lelki életét a katolikus hagyomány és azon belül az ignáci lelkiség határozza meg. A jezsuita pedagógia egyik alapvető eleme a szabadság, amely meghatározza a kollégium harmadik pilléreként emlegetett lelkiséget is; egy kötelezettségektől mentes lehetőség ez a kollégisták számára. A pillér fenntartásáért a szakkollégium jezsuita lelkésze és a szakkollégistákból álló Spiri Team felel.
A szakkollégisták lelki igényeit rendszeres programok és megfelelő infrastrukturális feltételek elégítik ki. A bentlakó szakkollégisták minden héten közös imára gyűlnek össze, minden hónapban közös szentmisén vesznek részt. A tanévet Veni Sancte ünnepség nyitja és Te Deum zárja. Hagyománnyá vált a Karácsonyra, Húsvétra és Pünkösdre való közös készülés imádságos formában. A szakkollégium lelkésze a Spiri Team együttműködésével minden szemeszterben lelkigyakorlatot szervez, amely nyitott minden szakkollégista számára. 
A szakkollégium minden szemeszterben megszervezi a Meet a Jesuit programot, amely során előadásra és közös lelki elmélyülésre hív egy jezsuita szerzetest. Félévente egy teaház lelkiségi témában kerül megrendezésre. Ezeket a szervezett programokat kísérik a spontán szerveződő közös esti imák, a vizsgaidőszakban egymásért tartott szorító imalánc. 
A szakkollégium lelkésze folyamatosan a bentlakók rendelkezésére áll lelki beszélgetésre, gyónásra. A szakkollégisták részére külön kápolna működik a szakkollégium épületében. A szakkollégium kurzusrendszerének része a filozófia és teológia. A szomszédos Párbeszéd Háza további lelki és kulturális programokat kínál. Mindezek még intenzívebbé teszik a lelkiségi életet és plusz segítséget adnak, hogy a kollégisták együtt kereshessék a „másokért élő ember” útját.

### Társadalmi felelősségvállalás
A Szent Ignác Jezsuita Szakkollégium egyik fontos célkitűzése a társadalmi felelősségvállalás, ezért szakkollégisták különböző szociális tevékenységeket végeznek. Ilyen aktivitás a Gyökerek tábor szervezésében való közreműködés, illetve a szeretetszolgálat. A Szent Ignác Jezsuita Szakkollégium szeretetszolgálata kezdetben belső indíttatásból, önszerveződően indult. A hallgatók elhívást érezve spontán szerveződve indultak el a szeretet és elfogadás útján, ebből nőtte ki magát többek közt a Gyökerek tábor is. Jelenleg a szeretetszolgálat meghatározott keretek között, a kollégiumi lelkész közreműködése által valósul meg.

## Ösztöndíjak
A szakkollégium saját ösztöndíjalappal rendelkezik, amely részben az évente megrendezett Szent Ignác Díszest felajánlásait tartalmazza. Az ösztöndíjalapból nyelvtanulás és külföldi tanulmányutakhoz való hozzájárulás címén lehet részesülni. 
A kiemelkedő szakmai és közösségi munkát végző növendékeit a Vezetőség tudományos ösztöndíjjal jutalmazza, amelyre pályázni kell. Az elbírálás során szempont az egyetemi tudományos teljesítmény, a szakkollégiumi kurzusokon nyújtott teljesítmény, valamint a közösségi, társadalmi szerepvállalás. 
A szociálisan rászorulók – szintén pályázat útján – szociális ösztöndíjat kaphatnak. Az ösztöndíjról az Ösztöndíjbizottság dönt a pályázat, illetve a Diákbizottság és az Igazgatóság véleményét figyelembe véve, az ösztöndíjszabályzatban meghatározottak szerint. Az odaítélhető ösztöndíj mértéke a mindenkori kollégiumi díjhoz igazodik.
Az ösztöndíjak mellett az intézmény anyagilag támogatja a szakkollégistákat a nyelvvizsga megszerzésében.
A kiemelkedő közösségi tevékenységet a Diákbizottság díjazza közösségi ösztöndíj formájában.

## Társadalmi szerepvállalás
A Szent Ignác Jezsuita Szakkollégium egyik fontos értéke és alappillére a társadalmi felelősségvállalás. A szakkollégisták minden évben különböző szociális projektekben vesznek részt. Legnagyobb hagyományú program a Gyökerek Tábor. Korábban lezárult projektek hátrányos helyzetű gyerekek mentorálását, leányanyák kísérését, hajléktalanok segítését, menekültek kiskorúak segítését, idős szerzetesek látogatását foglalta magában. Ezen felül a kollégiumban már negyedik éve megrendezésre kerül a Cédrus Komplex Tanulmányi Verseny, amely egy középiskolásoknak szóló interdiszciplináris csapatverseny.

### Gyökerek tábor
A Gyökerek Tábor keretében olyan szociálisan, hátrányos helyzetű, határon túli magyar gyerekek táboroztatása folyik egy hétig, akiknek önerőből nem volna lehetőségük eljutni Magyarországra. A tábor azonban sokkal több, mint az anyaország megismerése, egy jóval komplexebb programot igyekszik megvalósítani..
A 2003 óta minden nyáron, Budapesten megszervezett program célja, hogy életre szóló élményt adjunk a gyerekeknek, illetve, hogy a táborozók magyarságtudatukban megerősödjenek és bátran vállalják azt, az anyaország kulturális értékeiről tapasztalatokat szerezzenek, valamint kapcsolatokat alakítsanak ki a Kárpát-medence más régióiból származó magyar társaikkal. A gyerekek Erdélyből, Délvidékről és Kárpátaljáról érkeznek. 
A szervezők minden évben különösen nagy hangsúlyt helyeznek arra, hogy egy keresztény szellemiségű, befogadó közösségbe hívják a gyerekeket. A tábor során a gyerekekkel együtt mélyednek el a hit megélésében, a napok ritmusába pedig illeszkednek a közösségi imaélet mozzanatai.
A Gyökerek tábor épp azért különleges, mert maximálisan megvalósul általa a cura personalis, a személyes figyelem elve. Az együtt töltött napok során van lehetőség megismerni a gyerekek egyedi igényeit, és azok szerint foglalkozni velük. Sokak számára a honvágy fokozott nehézséget jelent, esetleg keveseket ismernek a táborból, velük pedig külön is foglalkozni szükséges. Külön kiemelendő, hogy a korábbi résztvevők közül többen többen segítőként tértek vissza a táborba.
A tábor jelmondata: „Tegyetek jót, mert tudtok!”. A program intézményesen és lelkületében is a Jezsuita rendhez tartozik. A mozgalom 2010-ben Junior Prima díjban részesült.

## A SZIK kapcsolatai
A SZIK alapító tagja a magyar Jezsuita Egyetemi Kollégiumok (JEK) közösségének, ezen keresztül szoros kapcsolatokat ápol a budapesti Jezsuita Roma Szakkollégiummal, a leuveni Collegium Hungaricummal, és a Marosvásárhelyi Jezsuita Egyetemi Lelkészség Kollégiumával. Mindezen intézményekkel szoros cserediáki kapcsolatokat ápolunk.
A SZIK alapító tagja a Szakkollégiumi Chartának és az Interkollnak, a magyar szakkollégiumi mozgalom oszlopos tagja.
A SZIK mintájára jött létre és működik a Jezsuita Roma Szakkollégium, a maribori MAGIS Jezsuita Kollégium, valamint a Pozsonyi Magyar Szakkollégium.
A SZIK aktív kapcsolatot ápol a hozzá hasonló pozsonyi Kolégium Antona Neuwirtha szakkollégiummal. Az épületben minden évben kínai oktatók, amerikai matematikus hallgatók és más külföldi cserediákok gazdagítják a közösséget.